# St Mary's Bay, Devon
St Mary's Bay är en vik i Storbritannien.   Den ligger i riksdelen England, i den södra delen av landet, 270 km sydväst om huvudstaden London.